# Delphine Bagarry
Delphine Bagarry (* 9. Januar 1970 in Lyon) ist eine französische Ärztin und Politikerin, die in der Wahl vom 18. Juni 2017 für den 1. Wahlkreis des Département Alpes-de-Haute-Provence in die französische Nationalversammlung gewählt wurde.

## Politische Laufbahn
Zunächst gehörte sie der Parti socialiste an, trat jedoch 2016 der neuen Partei LREM bei.
Im Parlament ist sie im Ausschuss für Nachhaltige Entwicklung und Raumplanung tätig. Ferner ist sie Mitglied der Parlamentarischen Gruppe für die Freundschaft zwischen Frankreich und Vanuatu.
Im März 2020 trat Bagarry aus der Fraktion der LREM aus, nachdem Premierminister Édouard Philippe ankündigte, er werde die umstrittene Rentenreform mit einem Dekret der Regierung durchsetzen. Im Mai 2020 gehörte sie zu den 17 Gründungsmitgliedern der Gruppe Écologie Démocratie Solidarité.

## Politische Standpunkte
2018 reichte Bagarry zusammen mit anderen Unterzeichnern um Sébastien Nadot einen Antrag auf Einrichtung eines Untersuchungsausschusses ein zur Frage der Rechtmäßigkeit von französischen Waffenverkäufen an die von den Saudis geführte Koalition, die im Jemen Krieg führt und zwar einen Tag vor einem Staatsbesuch des saudischen Kronprinzen Mohammed bin Salman in Paris. 2019 war sie eine der fünf Abgeordneten der LREM-Fraktion, die sich einer fraktionsübergreifenden Initiative zu Legalisierung von Verkauf und Genuss von Cannabis anschlossen.
Im Juni kündigten Bagarry und fünf andere ehemalige LREM-Abgeordnete die Gründung von #Nous Demain, einer "humanistischen, ökologischen und feministischen" politischen Bewegung an.